# Нова церква (Гаага)
Нова церква (нід. Nieuwe Kerk Ніве Керк) — церква в адміністративному центрі провінції Південна Голландія місті Гаазі.
Культова споруда була побудована в 1649—56 роках біля каналу Спей після того, як гаазька Велика церква (Grote Kerk) стала замалою для міста. 
Нова церква, побудована за проектом архітектора Бартоломеуса ван Басса, є одним зі зразків ранніх протестантських церков Нідерландів. Будівля храму поєднує в собі риси ренесансу і раннього класицизму.
Орган у церкві був споруджений у 1702 році і перебудований у 1867 році. 
У 1969 році гаазька Нова церква була закрита і після тривалої реконструкції відкрита як концертна зала.
На церковному цвинтарі розташоване поховання філософа Бенедикта (Баруха) Спінози.